# Gimnime
Pour les articles homonymes, voir Gimme.
Le gimmime (ou gimbe, kadam, koma kadam, komlama, laame, yotubo) est une langue de l'Adamaoua du groupe Duru parlée au Cameroun dans la Région du Nord, le département du Faro, autour de Wangai (Beka) dans les monts Atlantika, au nord-ouest de Poli, le long de la frontière avec le Nigeria, .
Le nombre de locuteurs était estimé à 3 000 en 1982.